# Andet slag ved Dalton
Det Andet slag ved Dalton blev udkæmpet den 14. og 15. august 1864 mellem styrker fra Unionen og Konføderationen i Whitfield County i det nordlige Georgia. I slaget mødtes Unionens kavaleri under generalmajor James B. Steedman og konføderationens kavaleri under generalmajor Joseph Wheeler. 
Ved et raid, som Wheelers kavaleri gennemførte i den nordlige del af Georgia, som tidligere på året var blevet okkuperet af Unionen, kom det til kamp da Unionens garnison ikke ville opgive området. Unionens styrke var langt mindre end konføderationens og den trak sig tilbage til et befæstet område udenfor byen, hvor de stod fast mod Konføderationens angreb. Skudvekslinger fortsatte i løbet af natten. Omkring kl. 5 om morgenen den 15. august trak Wheeler sig tilbage, men kom undervejs i kamp med undsættelsesstyrker under generalmajor Steedman. 
Der er store afvigelser mellem de to siders beskrivelser af kampen, tabene i menneskelig og ødelæggelserne på jernbane og gods. Da det var konføderationen, som trak sig tilbage betegnes dette slag som en sejr for Unionen.  